# Język tonga (polinezyjski)
Język tonga (także: tongański, tongijski; faka-Tonga) – język z grupy polinezyjskiej języków austronezyjskich używany na Wyspach Tonga. Jest to jeden z dwóch języków urzędowych Tonga (drugim z nich jest język angielski). Posługuje się nim 188 tys. osób.
Jest blisko spokrewniony z językiem niue, z którym tworzy podgrupę tongańską języków polinezyjskich.
Najbardziej znaną pożyczką językową z języka tongijskiego jest słowo „tabu”, rozpowszechnione przez literaturę antropologiczną. 

## Alfabet tonga
| Litera | a   | e   | f   | h   | i   | k   | l   | m   | n   | ng  | o   | p   | s   | t   | u   | v   | ‘(fakau‘a zwarcie krtaniowe) |
| Wymowa | /a/ | /e/ | /f/ | /h/ | /i/ | /k/ | /l/ | /m/ | /n/ | /ŋ/ | /o/ | /p/ | /s/ | /t/ | /u/ | /v/ | /ʔ/                          |

## Gramatyka
W języku tonga występuje typowy dla języków polinezyjskich szyk VSO (orzeczenie-podmiot-dopełnienie).